# Cómpeta

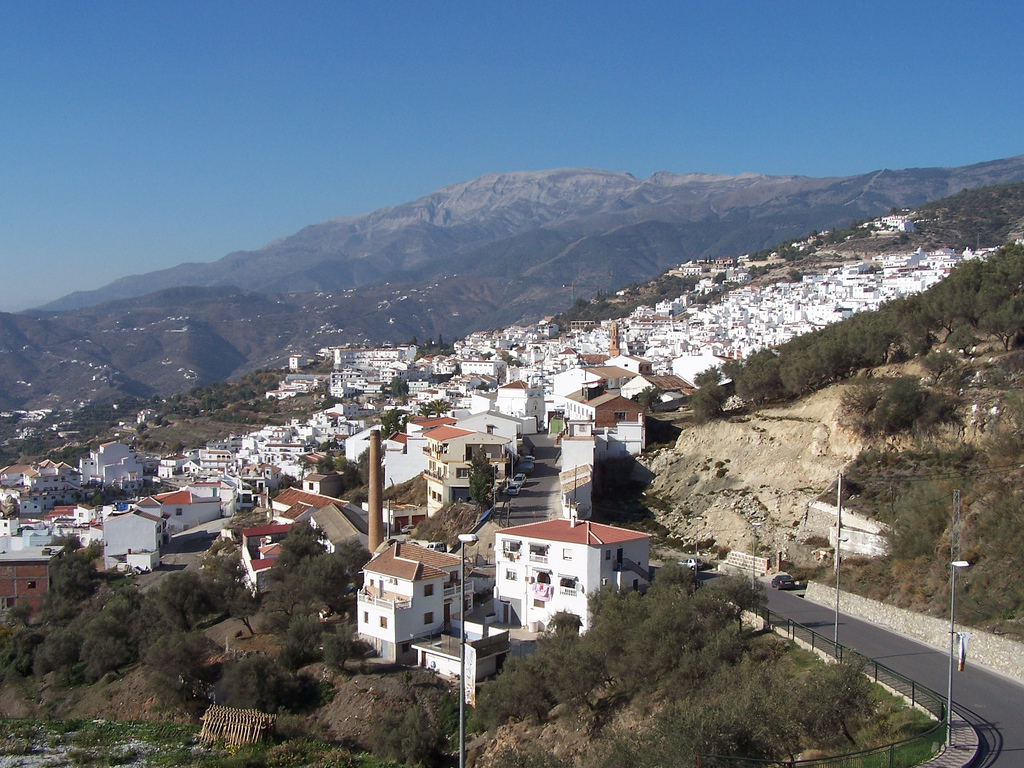
Quang cảnh Cómpeta.

Cómpeta là một đô thị trong tỉnh Málaga, cộng đồng tự trị Andalusia Tây Ban Nha. Đô thị này có diện tích là 54 ki-lô-mét vuông, dân số năm 2009 là 3.854 người với mật độ 71,37 người/km². Đô thị này có cự ly 61,8 km so với tỉnh lỵ Málaga.